# 岡崎忠

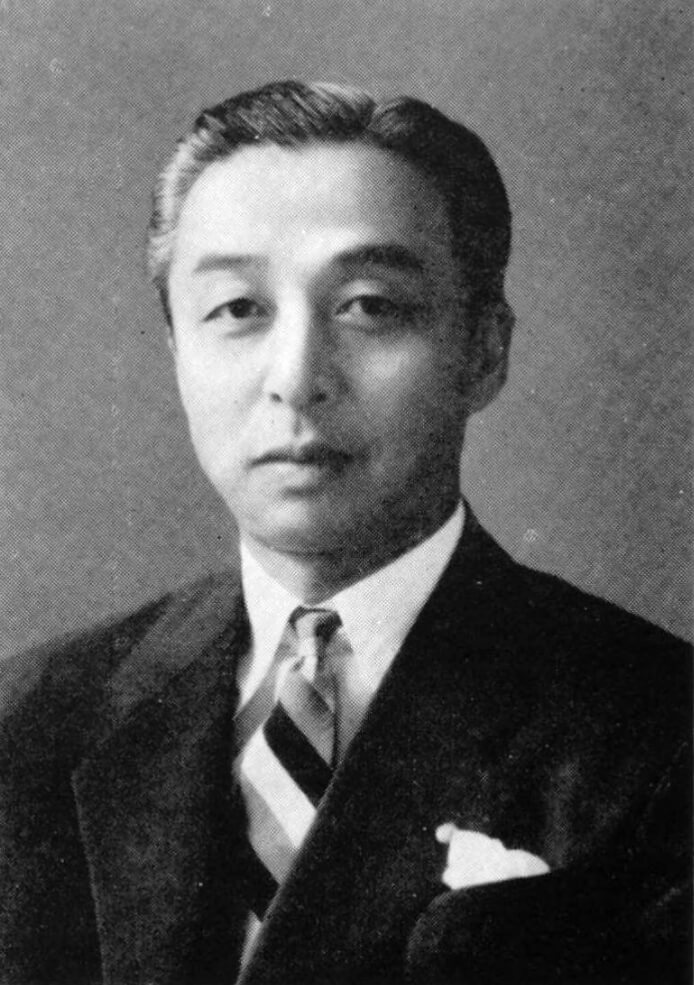
1953年撮影

岡崎 忠（おかざき ちゅう 1904年10月1日 - 1990年2月10日）は、昭和後期から平成期の実業家。岡崎財閥の2代目総帥で、神戸商工会議所会頭等を務めた岡崎忠雄の婿養子。元海軍中将川島令次郎の四男。東京都出身。

## 来歴・人物
旧制静岡高校を経て、1929年東京帝国大学を卒業後、三菱倉庫に勤務していたが、1931年岡崎忠雄の婿養子となり、1933年神戸岡崎銀行（後の神戸銀行、現在の三井住友銀行）に入行した。
1936年に神戸銀行が誕生して以降は、支店次長、支店長、本店営業部長などを歴任、1945年に常務、1947年1月に当時の経営陣が公職追放を受けて銀行を去ると、その翌月に頭取に就任。戦後の混乱の中、都市銀行としての確固たる地位を築き上げた。
1967年、元大蔵次官の石野信一を次期頭取に指名（忠の懇願により実現）し、自身は会長に退いた。石野の尽力で1973年に神戸銀行と太陽銀行の合併が実現し、太陽神戸銀行が誕生すると、忠は新銀行の取締役相談役に就任し、1986年に相談役に退いた。1990年2月10日、太陽神戸銀行と三井銀行の合併を見ることなく85歳で死去。